# Johan Henric Kellgren
Johan Henric Kellgren, né le 1er décembre 1751 à Floby et mort le 20 avril 1795 à Stockholm, est un poète et dramaturge lyrique suédois, latiniste érudit et critique littéraire. C'est un représentant suédois de l'Aufklärung des pays du nord et de l'ère gustavienne.

## Biographie
Kellgren étudie à l'université d'Abo, en Finlande qui était alors province suédoise. Il retourne à Stockholm en 1777 et devient le favori de Gustave III. Ils écrivent ensemble la tragédie La Reine Christine. Les poèmes et tragédies qu'il écrit sont sous l'influence du classicisme français et souffrent d'une certaine rhétorique. Ses poèmes étaient lus et commentés à la cour et certains comme Les Trois Grâces étaient inspirés des personnages de la cour.
Ses tragédies les plus connues sont Gustave Vasa et Gustave-Adolphe, ainsi que ses poèmes Mina Cöjeu (poème satirique), Ljusets fiender, ou Cantaten den 1. Januar 1789 (chant patriotique).
Ses œuvres complètes ont été éditées après sa mort en 1796.

## Œuvres
- Samlade skrifter, 3 tomes, 1re édition en 1796
- Correspondance avec Rosenstein et Clewberg, éditée en 1886-1887 et 1894